# Gautier Calomne
Gautier Calomne (Etterbeek, 18 augustus 1980) is een Belgisch politicus voor de liberale Mouvement Réformateur.

## Levensloop
Na zijn middelbare opleiding aan het Atheneum van Elsene ging Calomne studeren aan de Université libre de Bruxelles. Hij behaalde er in 2004 een licentie in de rechten en  in 2005 een diploma in gespecialiseerde studies in Europees recht.
Na zijn studies werd hij assistent aan de faculteit rechten van de ULB en was hij van 2005 tot 2012 assistent aan de Solvay Brussels School of Economics and Management van de ULB. Tevens was hij van 2006 tot 2012 adviseur voor de MR-fractie in het Brussels Hoofdstedelijk Parlement en van 2012 tot 2015 jurist-attaché op de Federale Overheidsdienst Buitenlandse Zaken. Daarnaast werd Calomne hoogleraar bij het Institut des Carrières Commerciales, een hogeschool voor sociale promotie, en het Efp-Sfpme, een centrum voor deeltijds leren, en was hij van 2008 tot 2019 gedelegeerd bestuurder bij BinHôme, de sociale huisvestingsmaatschappij van de stad Elsene. Sinds november 2019 is Calomne advocaat aan de Balie van Brussel, met handelsrecht, burgerlijk recht, vastgoedrecht en overeenkomstenrecht.
Op zijn zestiende trad hij toe tot de toenmalige PRL, tot 2002 de voorloper van de MR. Tijdens zijn hogere studies werd hij actief in de liberale studentenkring van de ULB en werd er voorzitter van. Ook engageerde hij zich in de jongerenafdeling Jeunes MR, waarvan hij van 2004 tot 2007 nationaal ondervoorzitter en vervolgens van 2007 tot 2013 voorzitter was. In 2018 werd Calomne voorzitter van de lokale MR-afdeling in Elsene.
In oktober 2006 werd hij verkozen in de gemeenteraad van Elsene, waar hij van 2012 tot 2024 fractievoorzitter was voor zijn partij. Na de gemeenteraadsverkiezingen van oktober 2024 belandde de MR na zes jaar oppositie weer in de meerderheid en werd Calomne eerste schepen van Elsene, bevoegd voor Burgerlijke Stand, Bevolking, Europese Zaken, Handel, Onderwijs, Cultuur, Musea en Toerisme.
Calomne zetelde tevens van oktober 2015 tot mei 2019 voor de kieskring Brussel-Hoofdstad in de Kamer van volksvertegenwoordigers. Hij verving er Sophie Wilmès, die tot minister van Begroting was benoemd, en had zitting in de commissies Justitie en Financiën. Ook was hij betrokken bij de werkzaamheden van de onderzoekscommissie naar de terreuraanslagen in Brussel op 22 maart 2016. Bij de federale verkiezingen van mei 2019 werd Calomne niet herkozen.